# Ольтсайм
Ольтсайм (фр. Holtzheim) — коммуна на северо-востоке Франции в регионе Гранд-Эст (бывший Эльзас — Шампань — Арденны — Лотарингия), департамент Нижний Рейн, округ Страсбур, кантон Ленгольсайм. До марта 2015 года коммуна административно входила в состав упразднённого кантона Гайспольсайм (округ Страсбур-Кампань).

## Географическое положение
Коммуна расположена на расстоянии около 390 км на восток от Парижа и в 9 км западнее Страсбура.
Площадь коммуны — 6,91 км², население — 2974 человека (2006) с выраженной тенденцией к росту: 3584 человека (2013), плотность населения — 518,7 чел/км².

## Население
Население коммуны в 2011 году составляло 3205 человек, в 2012 году — 3394 человека, а в 2013-м — 3584 человека.
| 1962 | 1968 | 1975 | 1982 | 1990 | 1999 | 2006 | 2008 | 2011 | 2012 | 2013 |
| ---- | ---- | ---- | ---- | ---- | ---- | ---- | ---- | ---- | ---- | ---- |
| 1673 | 1922 | 2097 | 2082 | 2292 | 2750 | 2974 | 3038 | 3205 | 3394 | 3584 |

Динамика населения:

## Экономика
В 2010 году из 1996 человек трудоспособного возраста (от 15 до 64 лет) 1531 были экономически активными, 465 — неактивными (показатель активности 76,7 %, в 1999 году — 76,8 %). Из 1531 активных трудоспособных жителей работали 1458 человек (759 мужчин и 699 женщин), 73 числились безработными (33 мужчины и 40 женщин). Среди 465 трудоспособных неактивных граждан 162 были учениками либо студентами, 198 — пенсионерами, а ещё 105 — были неактивны в силу других причин.

## Достопримечательности (фотогалерея)
- Церковь
- Интерьер церкви
- Вид в сторону органа
- Орган
- Витраж «Страдания Христа»
- Фахверковый дом
- Фахверковый дом